# L'avventuriera di Tangeri
L'avventuriera di Tangeri (My Favorite Spy) è un film del 1951 diretto da Norman Z. McLeod e interpretato da Bob Hope ed Hedy Lamarr. 

## Trama
La spia Eric Augustine (Bob Hope), noto playboy, riesce a sfuggire agli agenti dell'FBI in un aeroporto. Un mandato d'arresto viene emesso immediatamente. L'ignaro comico di varietà Peanuts White (sempre Bob Hope), che assomiglia ad Augustine come un gemello, viene prelevato e interrogato dai federali. Dal momento che Augustine viene visto di nuovo all'aeroporto poco dopo, Peanuts viene rilasciato. Viene poi riportato all'FBI dopo che Augustine viene ferito in un altro tentativo di fuga. L'agente Bailey e il generale Fraser spiegano a Peanuts che Augustine a Tangeri doveva ricevere documenti top-secret su microfilm dalla spia Rudolph Hoenig alla quale pagherà un milione di dollari nello scambio. Chiedono a Peanuts di impersonare Augustine e portare a termine la missione, ma quest'ultimo si rifiuta. Solo una telefonata del presidente Truman, facendo appello ai suoi sentimenti patriottici, spinge Peanuts ad accettare.
Peanuts studia il comportamento di Augustine, in particolare la sua tecnica di bacio. Poi vola a Tangeri e sfugge per un pelo a un tentativo di assassinio all'aeroporto. Sale su un taxi nel quale incontra la cantante Lily Dalbrey (Hedy Lamarr), vecchia fiamma di Augustine. Anche se la coppia si è recentemente lasciata in modo poco amichevole, Lily flirta con Peanuts e lo bacia. Nella sua stanza d'albergo, Peanuts incontra il suo contatto Tasso (Arnold Moss), che funge da suo servitore e "controllore". Tasso lo avverte che tutti cercano la cintura portasoldi che Peanuts ha indosso e con una pistola spianata deve calmare Peanuts in preda al panico. Nel frattempo, Lily incontra Karl Brubaker ( Francis L. Sullivan), il rivale fraudolento di Augustine, che vuole i microfilm. Poiché la sua influenza su Augustine è cruciale, Lily richiede una quota maggiore sulla vendita dei microfilm. Inoltre, Brubaker dovrebbe uccidere Augustine dopo la conclusione dell'accordo.
Peanuts inizia a corteggiare Lily, ma lei nota la sua strana mancanza di fiducia in se stesso. Al ristorante dell'hotel l'indovina Theresa dà a Peanuts l'indirizzo di Hoenig su una carta dei tarocchi. Lily cerca di intervenire, Brubaker e i suoi uomini osservano lo scambio, ma il tentativo di rubare la carta fallisce perché Peanuts la mangia. Lui e Tasso riescono a fuggire dall'hotel in un costume da cammello, ma vengono inseguiti dagli uomini di Brubaker. Peanuts arriva al casinò dove Hoenig sta aspettando e, come indicato da Tasso, si mette a giocare alla roulette senza preoccuparsi del mondo. Hoenig lo osserva da una stanza sul retro ed è convinto di avere l'originale Augustine di fronte a lui. Peanuts consegna la cintura portasoldi e riceve un piccolo contenitore con due microfilm. In quel momento, lo scagnozzo di Hoenig, Willie, estrae la sua pistola e afferra i soldi e i contenitori. Anche Hoenig tira fuori una pistola e spara a Willie. Peanuts prende il contenitore e si precipita in hotel. In preda al panico, mentre fa le valigie, lo lascia cadere sotto il letto. Lily va da Peanuts nella sua stanza per impossessarsi dei microfilms ma Peanuts la sorprende dicendole che l'ama. Decidono quindi di fuggire insieme. 
Né Peanuts né Lily sanno che il vero Augustine è riuscito a fuggire di nuovo, è arrivato a Tangeri e ora sta osservando i due fuori dalle finestre dell'albergo. Quando Lily è al telefono con Brubaker, Augustine la affronta, poi la mette fuori combattimento e le prende il contenitore dove pensa siano i microfilms. Nel frattempo, Peanuts ha recuperato questi ultimi da sotto il letto e va nella stanza di Lily proprio mentre Augustine entra nella propria. Peanuts trova Lily incosciente, nello stesso momento in cui Augustine viene ucciso dagli uomini di Brubaker nella stanza di Peanuts. Questi portano un contenitore vuoto a Brubaker che si infuria. Lily nel frattempo torna in sé e si scaglia furiosamente contro Peanuts per la precedente aggressione (invero ad opera di Augustine). Peanuts torna nella sua stanza e trova il corpo di Augustine. Anche Lily irrompe nella stanza e si rende conto che Peanuts è un sosia di Augustine. Sotto la minaccia delle armi, richiede microfilm. Peanuts rinnova la propria dichiarazione d'amore e Lily si lascia convincere. Brubaker tende un'imboscata ai due e li porta nella sua villa.
Alla villa, Peanuts riceve un siero della verità dal Dr. Estrello (che è totalmente ubriaco). Brubaker, che non conosce ancora la vera identità di Peanuts, osserva stupito mentre questi canta e racconta barzellette. Lily, da parte sua, si commuove quando Peanuts le confessa il suo amore. In una stanza adiacente, dà fuoco alle tende della casa. Con Peanuts riesce a fuggire dalla villa, ma viene inseguita da Brubaker e dai suoi uomini. Peanuts e Lily si nascondono in una caserma dei pompieri e indossano uniformi da pompiere. Prendono il camion-scala diretto proprio alla villa in fiamme di Brubaker. Lì, Peanuts viene braccato da Brubaker, e quando tutto sembra perduto Lily è in grado di salvarlo con il carro dei pompieri prelevandolo con la scala. Ne segue un inseguimento selvaggio, con Peanuts che lotta per rimanere appeso alla scala. Alla fine, Peanuts e Lily si nascondono in un barile. Brubaker li rintraccia e spara al bidone, ma appena in tempo Tasso arriva e riesce ad arrestarlo. Mentre il bidone si rompe, appaiono Peanuts e Lily che si baciano.

## Distribuzione

### Data di uscita
Il film venne distribuito in varie nazioni:
- Gran Bretagna, 17 dicembre 1951
- USA, 17 dicembre 1951
- Austria, dicembre 1952
- Danimarca, 24 giugno 1952
- Spagna, 29 settembre 1952

## Curiosità
Nella scena della cena all'hotel, mentre Lily e Peanuts parlano, sul palcoscenico si svolge un numero con delle ballerine e il tema musicale è quello di "Sansone e Dalila", grande successo cinematografico di Lamarr di un anno prima.
La prima mondiale del film ha avuto luogo a Bellaire, Ohio, nel salotto di Anne Kuchinka. Questa casalinga dell'Ohio infatti vinse un concorso di scrittura sponsorizzato dal programma radiofonico di Hope, in cui i partecipanti spiegavano perché la premiere avrebbe dovuto tenersi nella loro casa. Prima della proiezione, una parata costellata di stelle e una trasmissione radiofonica si svolse a Bellaire. Secondo un articolo del Time del 19 novembre 1951, Karl K. Diegert dell'Army Hospital di Camp Atterbury, Indiana, persuase Hope, che era noto per i suoi spettacoli United Service Organizations, a fare una seconda proiezione al campo il giorno dopo quella di Bellaire.